# صفط تراب
صفط تراب إحدى قرى مركز المحلة الكبرى التابع لمحافظة الغربية بجمهورية مصر العربية.

## التاريخ
ذكرها علي مبارك في كتابه الخطط التوفيقية باسم "سفط البصل"، حيث ذكر أنها قرية في مديرية الغربية بقسم محلة منوف، وأن بها جامع ومهنة أهلها الزراعة، وبالقرية قبر الصحابي عبد الله بن الحارث بن جزء (مسجد عبد الله بن الحارث) آخر الصحابة موتًا في مصر، ذكرت القرية بعدة أسماء منها سفط بوتراب في قوانين الدواوين وسفط أبي التراب في المشترك لياقوت والتحفة وباسمها الحالي في تاريخ 1228هـ/1813م الذي عدّ قرى مصر بعد المسح الذي قام به محمد علي باشا. كما ذكرت في المؤلفات القديمة باسم صفط القدور.

## البنية التحتية
تعاني القرية من مشاكل في خدمات الصرف الصحي، مما أدى إلى حدوث حالات عدة حوادث وفاة نتيجة الإهمال، كما يهدد بحدوث كارثة بيئية. كما تحتوي القرية على مستشفى، لكنها تعاني أيضًا من نقص في بعض المستلزمات الطبية.

## التعليم
تصل نسبة الأمية في القرية إلى 41.58% بين من تجاوزوا العاشرة من عمرهم، بينما تصل نسبة من حصلوا على تعليم جامعي إلى 3.11% من جملة السكان.

## السكان
وصل عدد السكان القرية في تقدير 2018 إلى 20,231 ذكور و18,933 إناث بإجمالي 39,234 نسمة حسب تقدير عام 2018.
| السنة  | 1882 | 1897 | 1907 | 1927 | 1947 | 1960   | 1976   | 1986   | 1996   | 2006   | 2018   |
| ------ | ---- | ---- | ---- | ---- | ---- | ------ | ------ | ------ | ------ | ------ | ------ |
| القرية | 4823 | 8080 | 9077 | 8200 | 9549 | 12,370 | 17,054 | 20,541 | 25,639 | 29,980 | 39,234 |

## أعلام
- يوسف القرضاوي (1926 - 2022) عالم مسلم أزهري مصري قطري.[22]